# Outlast (datorspel)
Outlast är ett skräckspel utvecklat och gavs ut av Red Barrels, ett företag som grundades av personer som tidigare arbetade med datorspel som Prince of Persia, Assassins Creed, Splinter Cell och Uncharted. Spelet gavs ut den 4 september 2013 till Microsoft Windows via Steam och den 5 februari 2014 till Playstation 4 via Playstation Network.